# Метрополітен Саппоро
Метрополітен Саппоро (яп. 札幌 市 営 地下 鉄 — Саппоро сіей тікатецу) — система ліній метро в Саппоро, Японія. На всіх лініях використано технологію метрополітену з шинним ходом.

## Історія

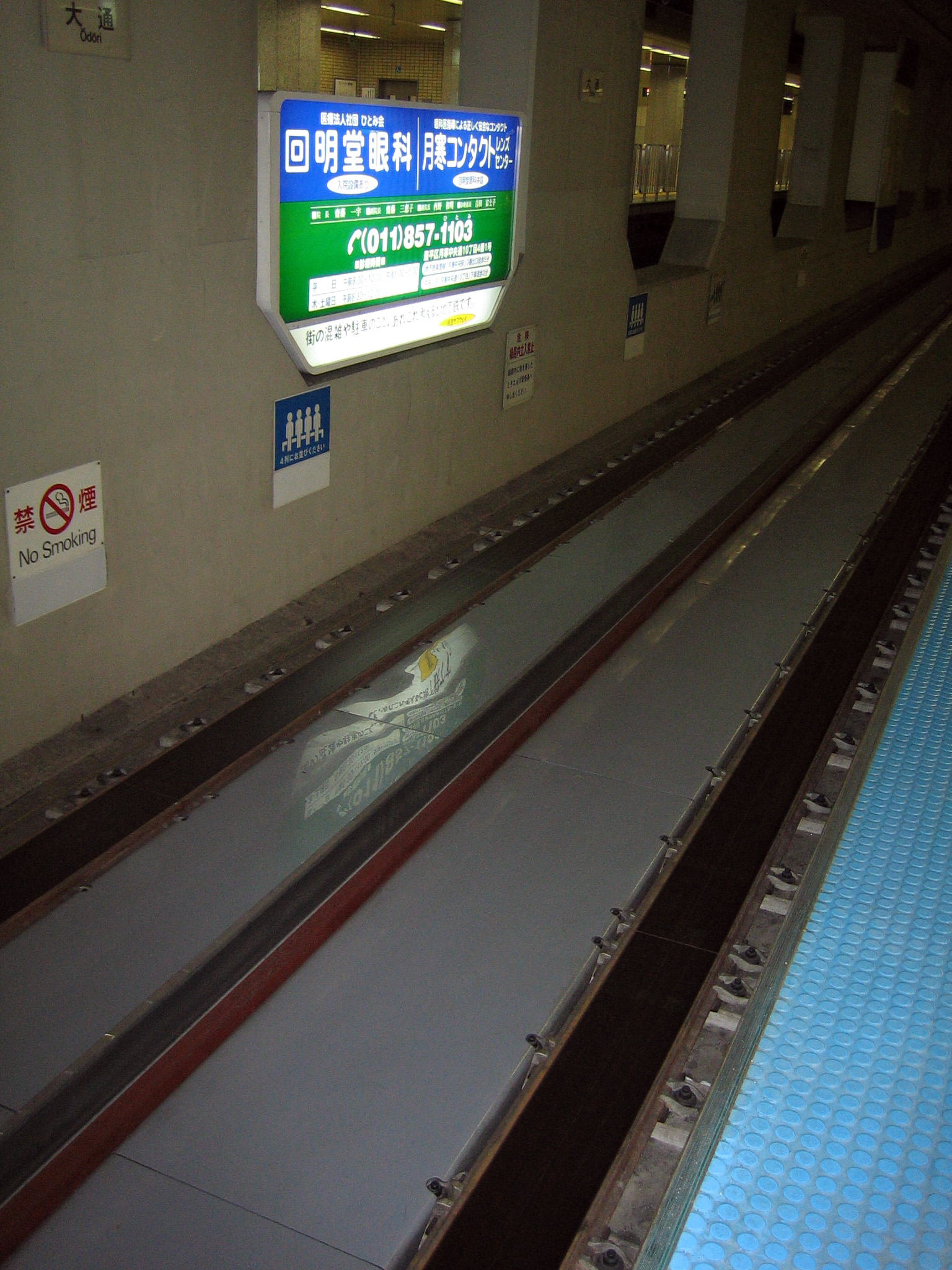
Колія метро з шинним ходом

Будівництво розпочато в 1969 році, відкрито метрополітен в переддень Зимової Олімпіади в Саппоро.

### Хронологія відкриття станцій
- 16 грудня 1971 — відкрито початкову ділянку лінії «Намбоку» , 14 станцій та 12,1 км.
- 10 червня 1976 — відкрито початкову ділянку лінії «Тодзай» , 11 станцій 9,9 км.
- 16 березня 1978 — розширення лінії «Намбоку»  на 2 станції та 2,2 км.
- 21 березня 1982 — розширення лінії «Тодзай»  на 6 станцій та 7,4 км.
- 2 грудня 1988 — відкрито початкову ділянку лінії «Тохо» , 9 станцій 8,1 км.
- 14 жовтня 1994 — розширення лінії «Тохо»  на 5 станцій та 5,5 км.
- 25 лютого 1999 — розширення лінії «Тодзай»  на 2 станцій та 2,8 км.

Нині налічує 3 лінії, 49 станцій, загальна протяжність — 48 км.

## Лінії

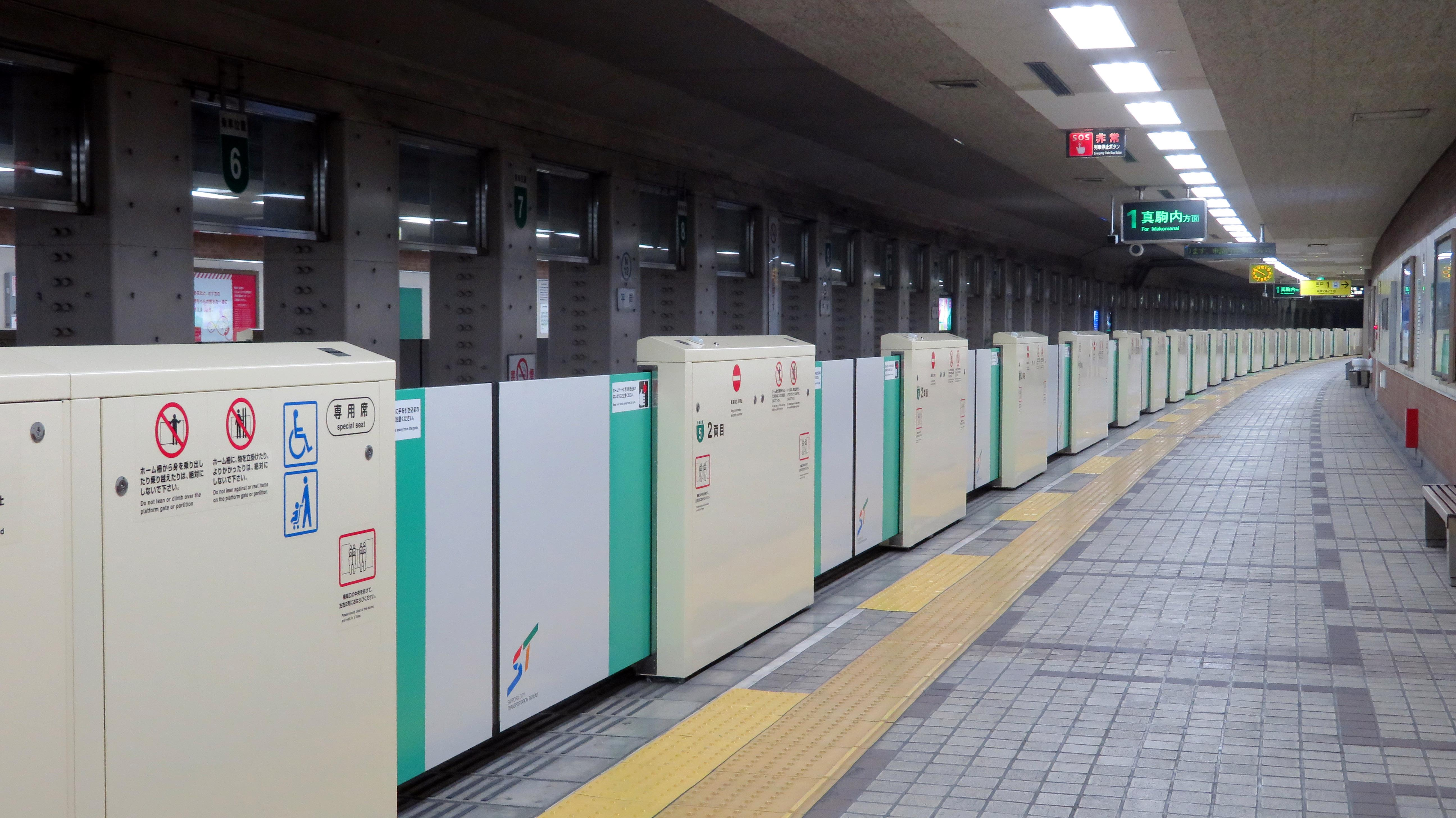
Захисні двері на платформі станції Hiragishi

Переважна більшість станцій метро в місті підземна, наземних станцій лише 4 на південні ділянці лінії Намбоку від станції «Minami-Hiragishi» до кінцевої станції «Makomanai». Особливістю системи є те, що на лінії Намбоку потяги живляться від третьої рейки, а на лініях Тодзай та Тохо від повітряної контактної мережі. До кінця 2016 року всі станції обладнали захисними дверима, що відділяють платформу від потяга метро.
| Колір       | Колір | Назва                 | Позначення | Відкрита | Останнє розширення | Довжина, км | Кількість станцій |
| ----------- | ----- | --------------------- | ---------- | -------- | ------------------ | ----------- | ----------------- |
| зелена      |       | Перша лінія — Намбоку | N          | 1971     | 1978               | 14,3        | 16                |
| помаранчева |       | Друга лінія — Тодзай  | T          | 1976     | 1999               | 20,1        | 19                |
| блакитна    |       | Третя лінія — Тохо    | H          | 1988     | 1994               | 13,6        | 14                |

## Галерея рухомого складу

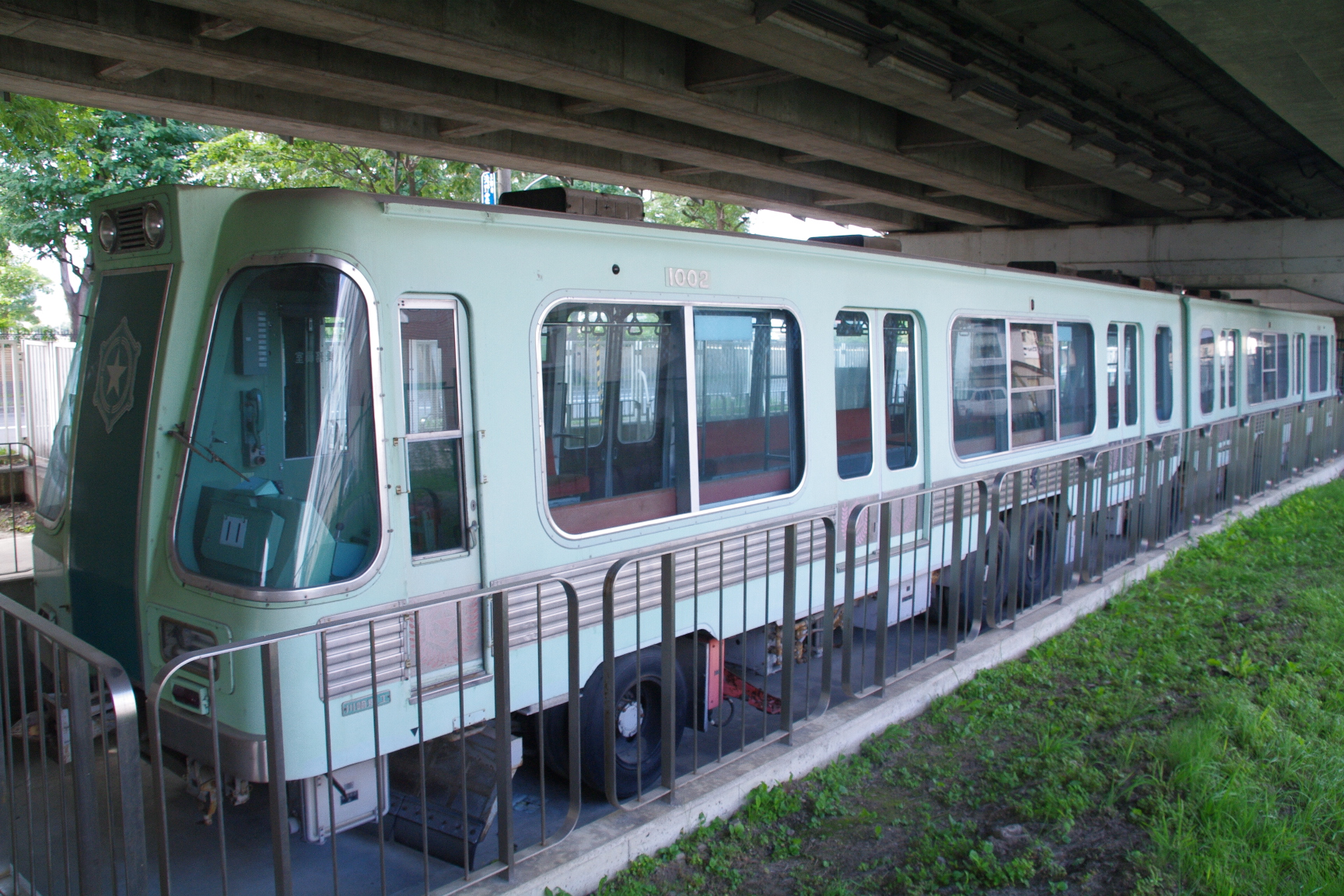
Серія 1000 (збережений)
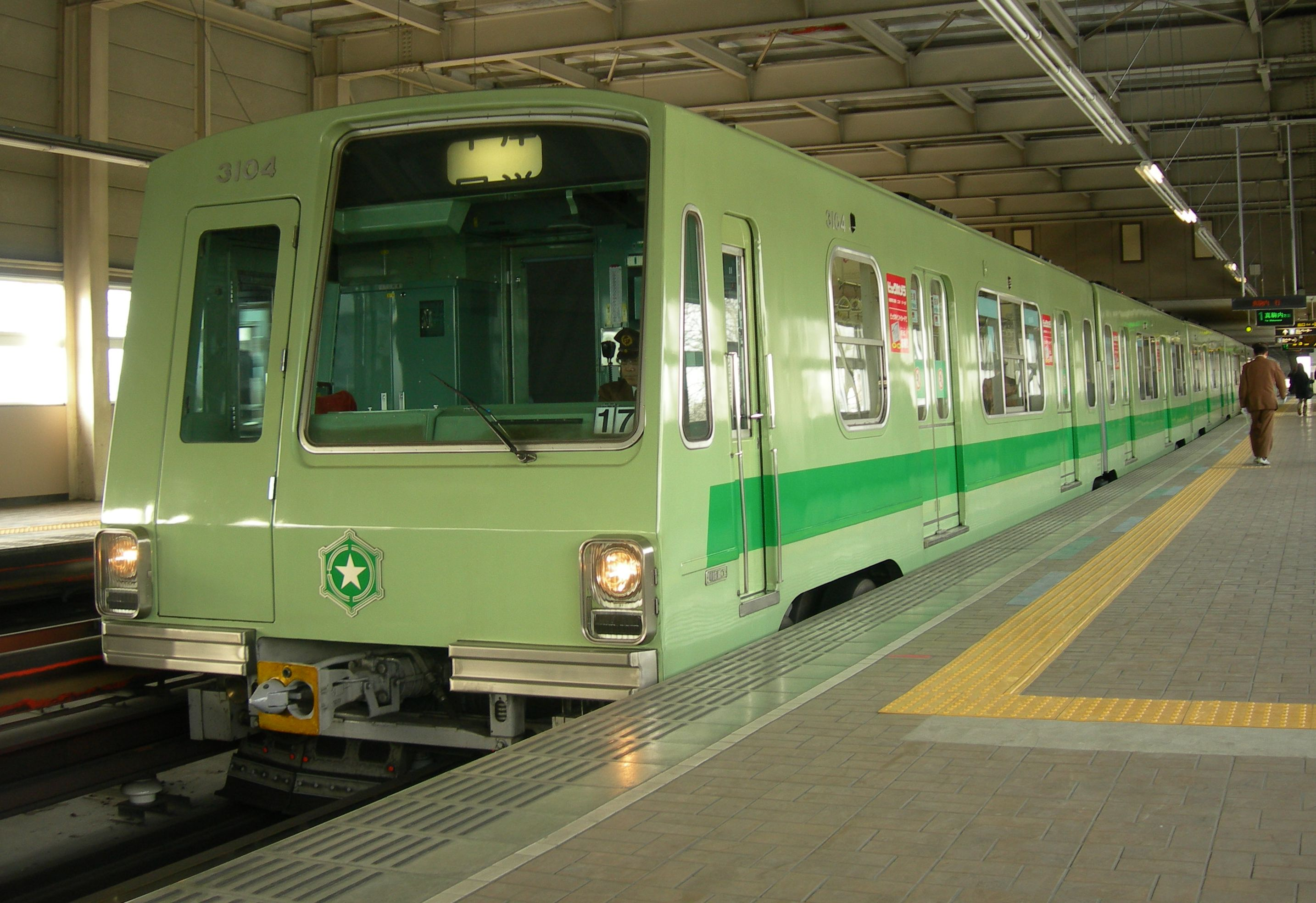
Серія 3000
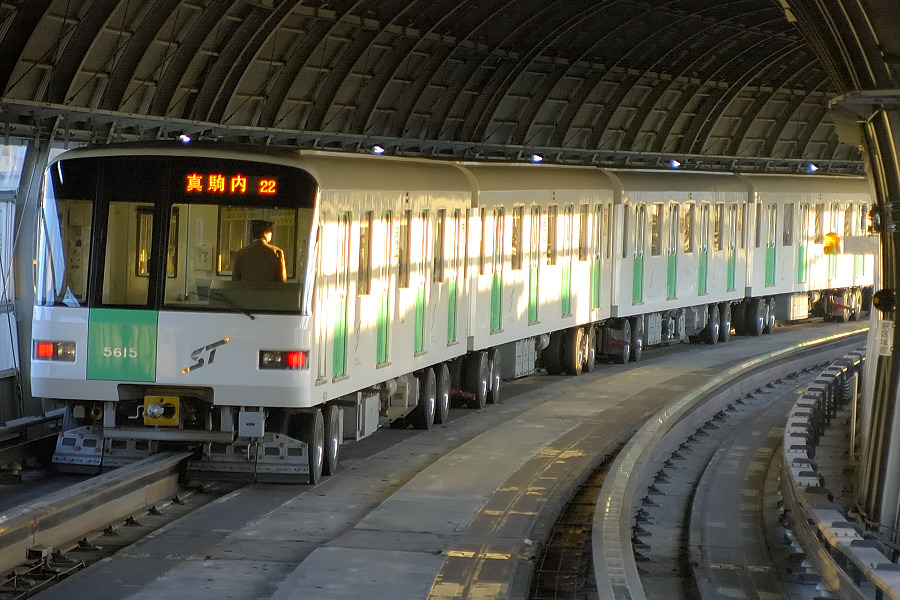
Серія 5000
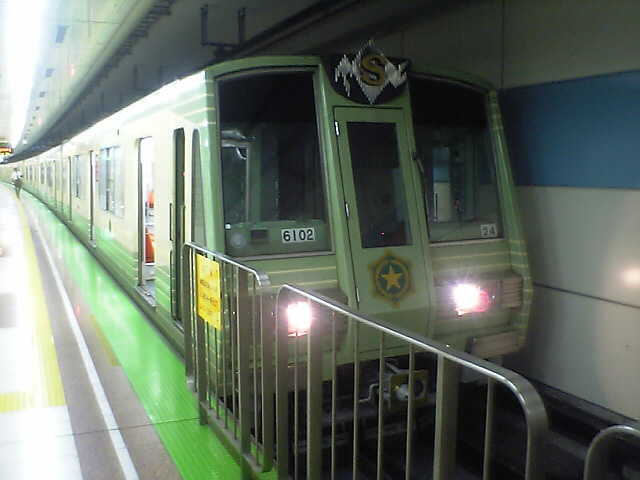
Серія 6000
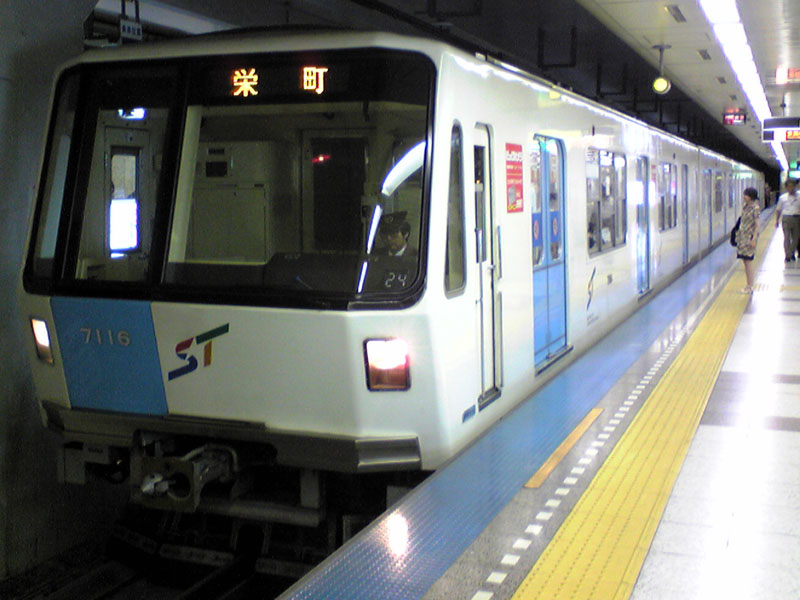
Серія 7000
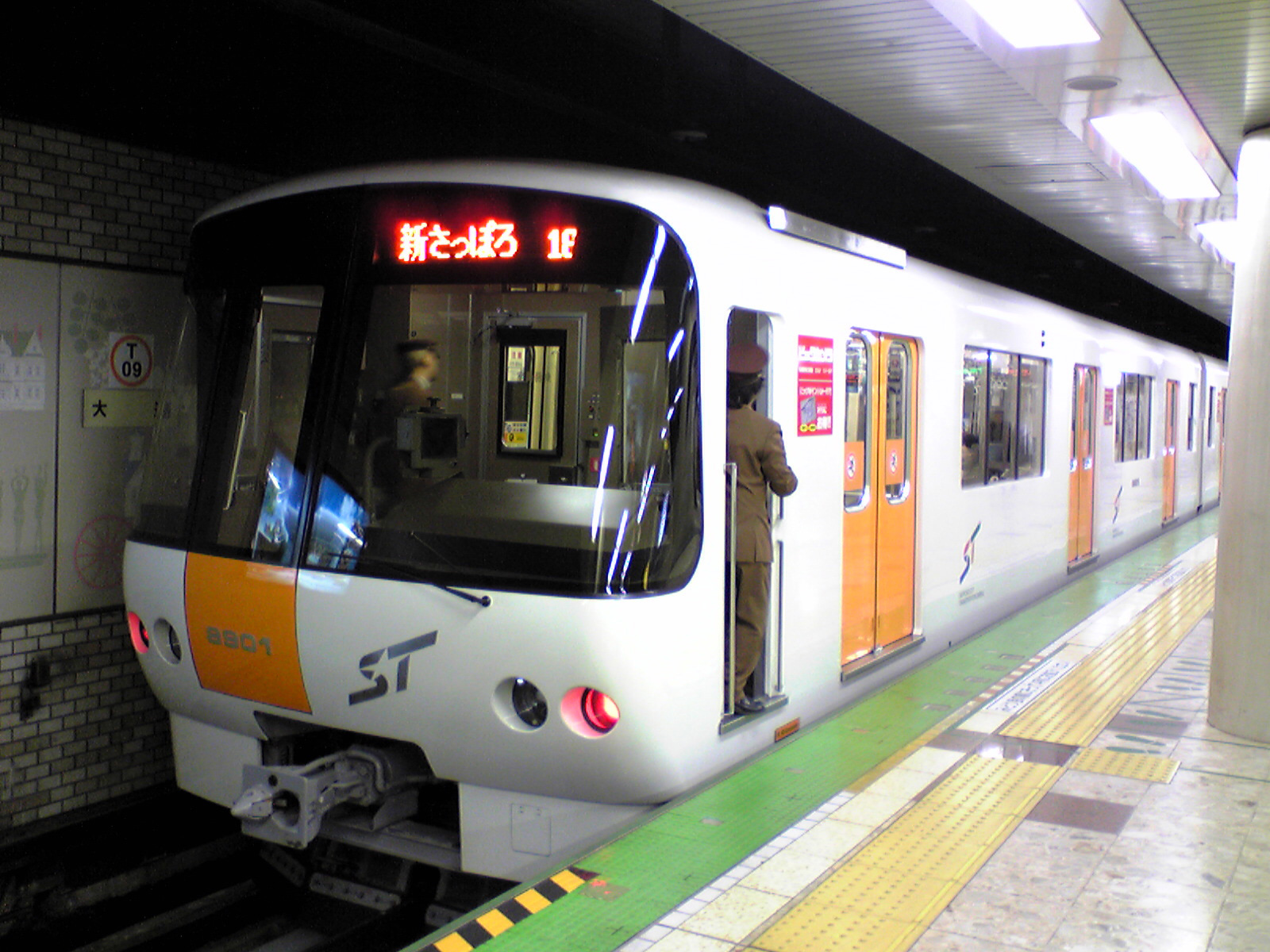
Серія 8000
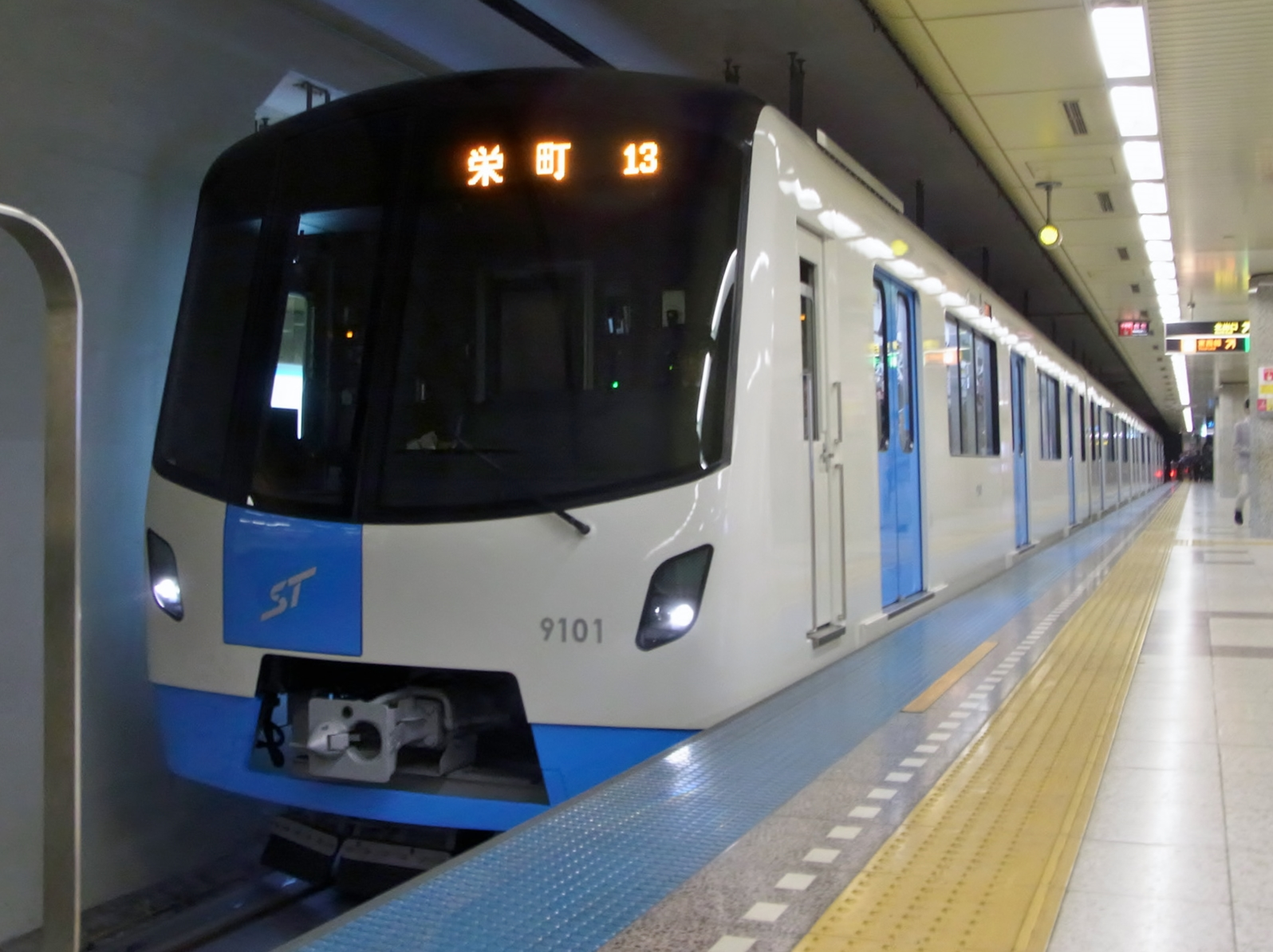
Серія 9000